# Eothenomys proditor
Eothenomys proditor är en däggdjursart som beskrevs av Hinton 1923. Eothenomys proditor ingår i släktet Eothenomys och familjen hamsterartade gnagare. IUCN kategoriserar arten globalt med kunskapsbrist. Inga underarter finns listade i Catalogue of Life.
Kroppslängden (huvud och bål) är 105 till 115 mm, svanslängden är 26 till 34 mm och vikten varierar mellan 24 och 30 g. På ovansidan har pälsen en mörkbrun färg och undersidans päls är gråaktig. Arten har svartbruna fötter och en svartbrun svans. Den skiljer sig från Eothenomys olitor i detaljer av tandemaljen på kindtänderna.
Denna gnagare förekommer i södra Kina i gränsområdet mellan provinserna Sichuan och Yunnan. Arten vistas i bergstrakter mellan 2500 och 4200 meter över havet. Habitatet utgörs av bergsängar och av klippiga områden med glest fördelad växtlighet. Fortplantningen sker under sommaren och hösten.